# Daniel Yanofsky
Daniel Abraham Yanofsky (ur. 26 marca 1925 w Brodach, zm. 5 marca 2000 w Winnipegu) – kanadyjski prawnik i szachista polskiego pochodzenia. 

## Życiorys
Urodził się na terenie II Rzeczypospolitej. Był uważany za szachowe cudowne dziecko. Grę poznał w wieku ośmiu lat, jako jedenastolatek w seansie gry jednoczesnej wygrał 17 partii na 22 szachownicach. Rok później był mistrzem Manitoby. W wieku 14 lat reprezentował Kanadę na olimpiadzie szachowej w Buenos Aires, osiągając znakomity rezultat 85% na drugiej szachownicy. Jako dorosły człowiek nie wybrał jednak kariery zawodowego szachisty, kończąc studia prawnicze i podejmując pracę w swoim zawodzie.
Mimo statusu amatora przez wiele lat Yanofsky był najsilniejszym szachistą Kanady. W 1964 roku został pierwszym kanadyjskim arcymistrzem. Ośmiokrotnie zdobywał tytuł mistrza Kanady, zwyciężył w amerykańskim turnieju U.S. Open w 1942 roku oraz mistrzostwach Wielkiej Brytanii w 1953 roku. Przez niemal czterdzieści lat był liderem reprezentacji Kanady na kolejnych olimpiadach szachowych, pomiędzy 1939 a 1980 rokiem jedenastokrotnie startując w turniejach olimpijskich (w tym 6 razy na I szachownicy).
Yanofsky był zasłużonym obywatelem miasta Winnipeg, znanym adwokatem oraz wieloletnim radnym.